# Joan Baptista de la Concepció
Joan Baptista de la Concepció, nascut com a Juan García i conegut com a Juan Bautista Rico (Almodóvar del Campo, Ciudad Real, 10 de juliol de 1561 - Còrdova, 14 de febrer de 1618) va ser un frare trinitari castellà, reformador de l'orde trinitari i fundador dels Trinitaris descalços.

## Biografia
Era fill de Marcos García Gijón i Isabel López Rico, pagesos benestants de la Manxa. De petit va tenir vocació religiosa i va començar a fer penitències que van posar en perill la seva salut, arribant a l'anorèxia. Cap al 1574 o 1576, va conèixer santa Teresa de Jesús, que va ser de pas a Almodóvar del Campo i va predir als seus pares que el nen seria religiós. Va estudiar gramàtica amb els carmelites descalços del seu poble i teologia a Baeza i Toledo, on va prendre l'hàbit de l'Orde de la Santíssima Trinitat el 28 de juny de 1580.
Va fer el noviciat i va professar com a frare el 29 de juny de 1581. Hi estudià filosofia amb Simón de Rojas, després canonitzat. Va marxar a Alcalá de Henares, on estudià teologia durant quatre anys, i a Sevilla. En sortir d'Écija, però, va tenir una revelació i va concebre la idea de reformar l'orde trinitari per tornar-la a l'ideal de la regla original, molt més rigorosa que la que s'aplicava llavors, prenent com a model la reforma que, en el mateix sentit, havien fet els carmelites descalços amb l'Orde del Carmel. Amb aquesta intenció, va marxar primer a Valdepeñas i després a Roma, on arriba el 21 de març de 1598. Hi ha de patir, però, l'oposició dels trinitaris que no volen la reforma, però el 20 d'agost de 1599 aconsegueix el breu pontifici que li permet iniciar-la.
En tornar a Espanya, va dirigir el convent de Valdepeñas, des de 1600, que va ser el primer on es va dur a terme la reforma, que va ser coneguda com a Orde dels Descalços de la Santíssima Trinitat per a la Redempció de Captius o dels trinitaris descalços. Entre 1601 i 1605 va fundar vuit convents reformats més, entre els quals els d'Alcalá, Madrid i Salamanca. Elegit provincial, va fundar set cases més, com les de Baeza, Còrdova, Sevilla i Pamplona, i va escriure nombroses obres ascètiques i un important epistolari, sobretot amb membres de l'orde. Va deixar el càrrec en 1609 i funda el convent de Toledo (1611) i comença a treballar per fundar-ne un a Sanlúcar de Barrameda. Malalt de la bufeta, n'és operat i mal guarit, per la qual cosa interromp la seva tasca i es retira a Còrdova, on se n'agreuja la salut fins que hi mor el 14 de febrer de 1618.

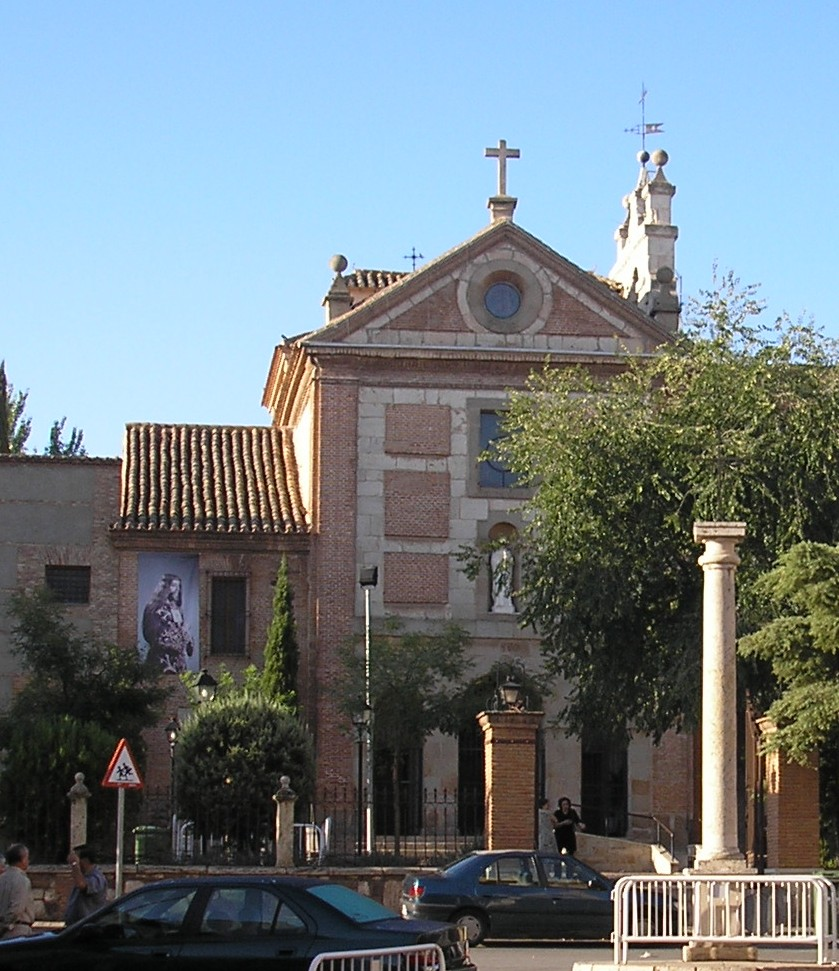
Convent dels Trinitaris de Valdepeñas, primera casa reformada de l'orde
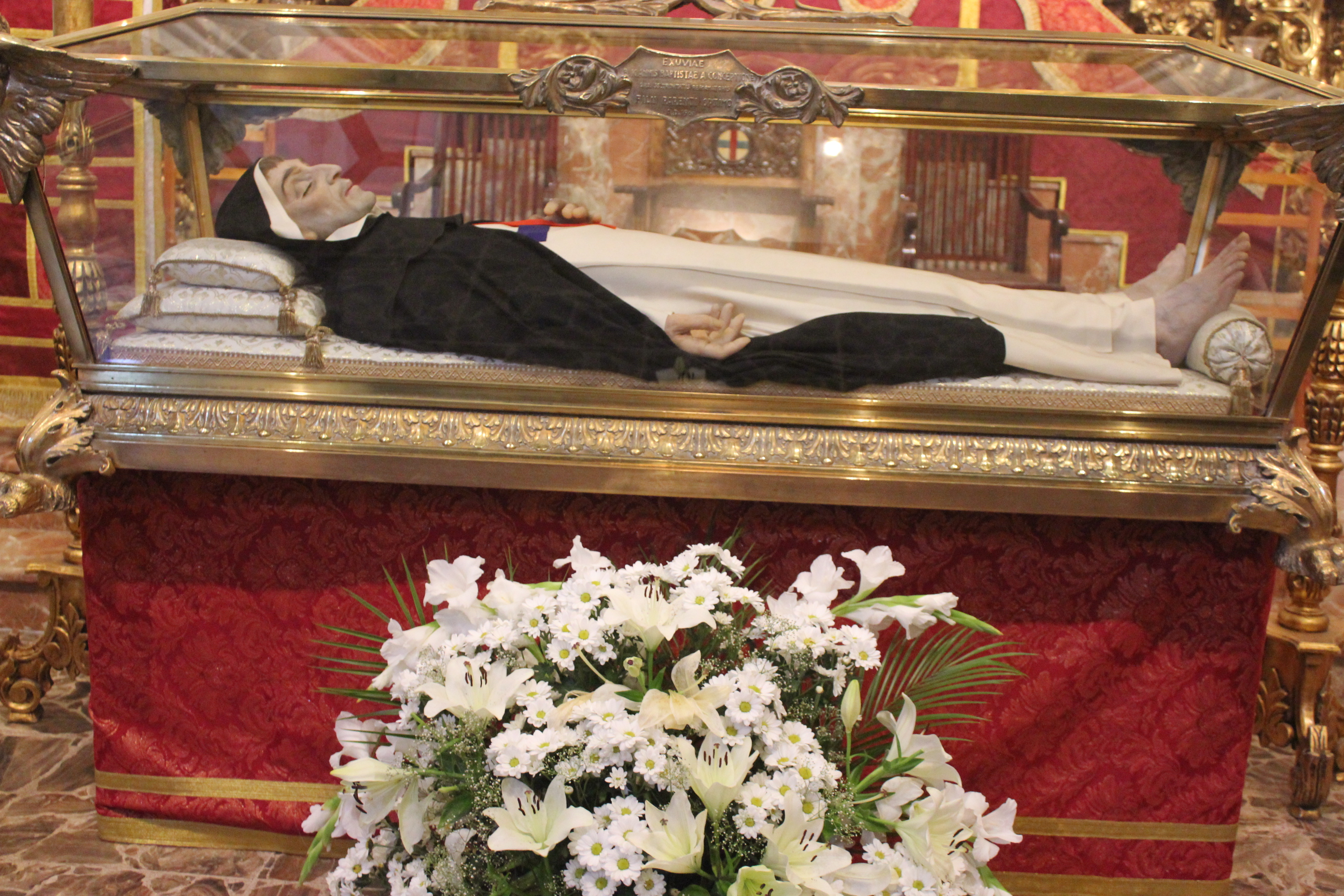
Sepulcre del sant, a l'antic convent caputxí de Còrdova
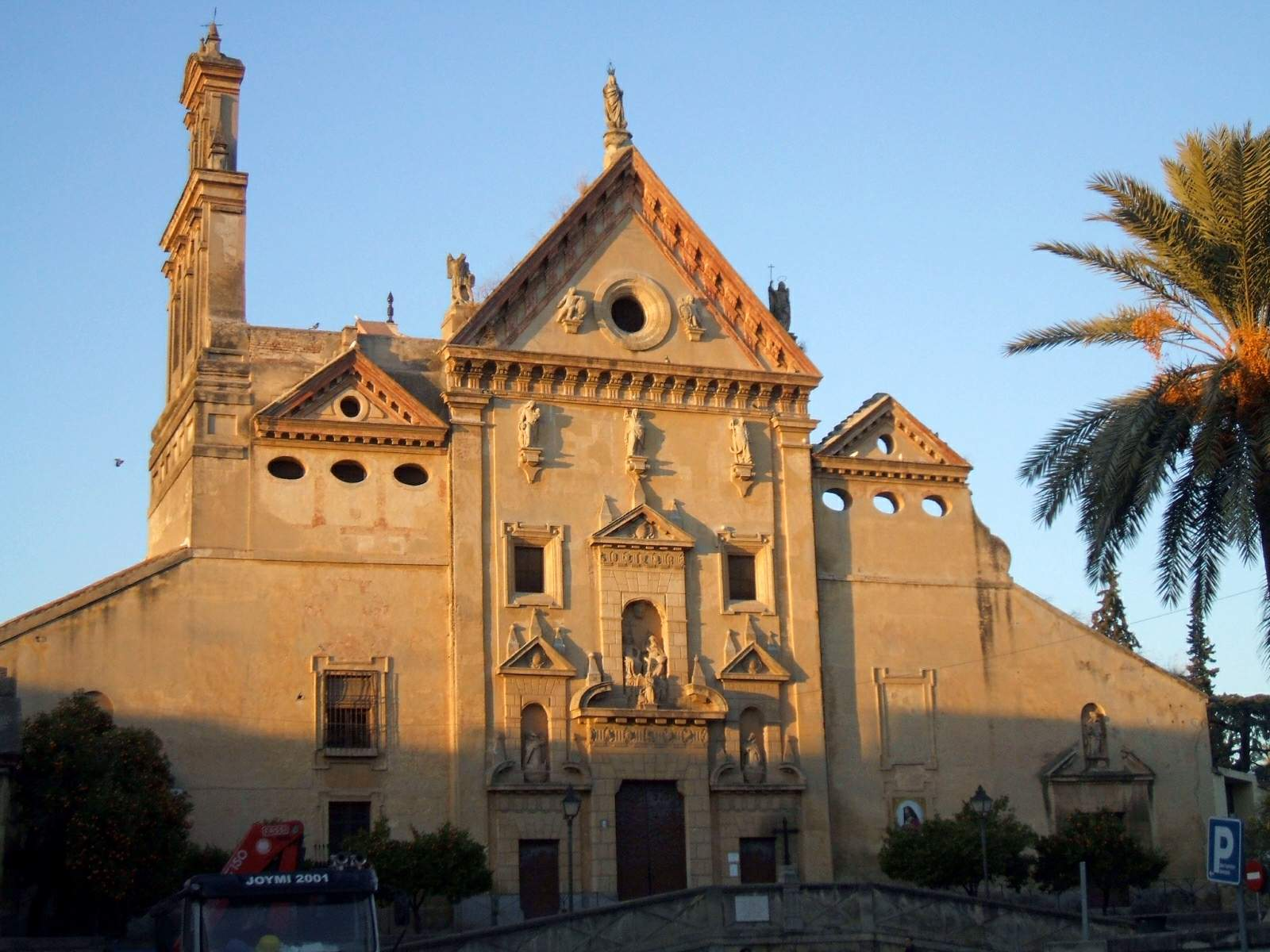
La Trinidad de Còrdova.

## Obres
La seva obra va romandre inèdita fins al segle xix, conservant-se manuscrita en vuit volums autògrafs a la Biblioteca Vaticana de Roma. Amb motiu de la beatificació, se'n feu una edició, poc acurada, entre 1830 i 1831. Arran de la canonització, va començar-ne una edició crítica i acurada de les obres completes, a càrrec de Juan Pujana, entre 1998 i 2002. Aquesta edició va situar Juan Bautista de la Concepción com l'escriptor místic i ascètic espanyol d'obra més extensa, i un dels més importants per la seva qualitat.
L'obra és totalment en prosa i de temàtica moral, teològica, ascètica i mística, a banda d'una autobiografia i l'epistolari. Comprén:
- Escrits espirituals: La llaga de Amor, El conocimiento interior sobrenatural, Diálogo entre Dios y un alma afligida, El recogimiento interior, Algunas penas del justo en el camino de la perfección, Tratado de la humildad, Noche del espíritu en el estado extático, La oración de petición, Errores en el gobierno y en la dirección de almas.
- Obres relacionades amb la reforma trinitària: Necesidad de reforma en todas las religiones, Memoria de los orígenes de la descalcez trinitaria, Las mortificaciones públicas, La continua presencia de Dios, Asistencia de Dios a la descalcez trinitaria, Cinco cuestiones sobre la reforma, Respuesta a seis dificultades sobre la reforma, Regla de la orden de la Santísima Trinidad, Un breve tratado para los hermanos donados, Para los prelados, De los hermanos estudiantes, Sobre los predicadores, De los oficios más comunes de la religión de descalzos de la SS. Trinidad, Apuntes sueltos en torno a la reforma, Gobierno de la religión según prudencia humana, Estima de la vida, La vida del justo como martirio, Martirio que algunos prelados ocasionan a sus subditos, La correción de ciertas faltas.
- Exhortacions i plàtiques: Exhortaciones a la perseverancia, Defensa de tres géneros de gente, Pláticas a los religiosos, Presentación del primer manual.
- Cartes.

## Veneració
Va ser beatificat el 21 de setembre de 1819 per Pius VII i canonitzat el 25 de maig de 1975 per Pau VI. Les seves restes es veneren des que va morir al convent dels trinitaris de Còrdova.